# Comuna Galbenu, Brăila
Galbenu este o comună în județul Brăila, Muntenia, România, formată din satele Drogu, Galbenu (reședința), Pântecani, Sătuc și Zamfirești.

## Așezare
Comuna se află în extremitatea vestică a județului, la limita cu județul Buzău. Este traversată de șoseaua județeană DJ203, care o leagă spre nord-vest de Râmnicu Sărat și spre sud de Făurei și mai departe de Însurăței. Din DJ203 se desprinde la Galbenu șoseaua județeană DJ203A, care duce spre est pe malul nordic al lacului Jirlău spre Vișani. Prin comună trece și calea ferată Făurei-Tecuci, pe care este deservită de stația Drogu.

## Demografie
Componența etnică a comunei Galbenu
     Români (87,78%)
     Romi (7,81%)
     Alte etnii (4,41%)
Componența confesională a comunei Galbenu
     Ortodocși (95,46%)
     Alte religii (0,07%)
     Necunoscută (4,48%)
Conform recensământului efectuat în 2021, populația comunei Galbenu se ridică la 2.971 de locuitori, în scădere față de recensământul anterior din 2011, când fuseseră înregistrați 3.168 de locuitori. Majoritatea locuitorilor sunt români (87,78%), cu o minoritate de romi (7,81%). Din punct de vedere confesional, majoritatea locuitorilor sunt ortodocși (95,46%), iar pentru 4,48% nu se cunoaște apartenența confesională.

## Politică și administrație
Comuna Galbenu este administrată de un primar și un consiliu local compus din 11 consilieri. Primarul, Nicolae Ganea[*], de la Partidul Național Liberal, este în funcție din 2012. Începând cu alegerile locale din 2024, consiliul local are următoarea componență pe partide politice:
|  | Partid                          | Consilieri | Componența Consiliului | Componența Consiliului | Componența Consiliului | Componența Consiliului | Componența Consiliului | Componența Consiliului |
|  | ------------------------------- | ---------- | ---------------------- | ---------------------- | ---------------------- | ---------------------- | ---------------------- | ---------------------- |
|  | Partidul Național Liberal       | 6          |                        |                        |                        |                        |                        |                        |
|  | Alianța pentru Unirea Românilor | 2          |                        |                        |                        |                        |                        |                        |
|  | Partidul Social Democrat        | 2          |                        |                        |                        |                        |                        |                        |
|  | Partidul Mișcarea Populară      | 1          |                        |                        |                        |                        |                        |                        |

## Istorie
La sfârșitul secolului al XIX-lea, comuna Galbenu făcea parte din plasa Râmnicul de Jos a județului Râmnicu Sărat și era formată din cătunele Galbenu și Pântecani, cu o populație de 973 de locuitori. În comună funcționau o școală cu 62 de elevi fondată în 1872 de Toma Tâmpeanu și o biserică zidită în 1842 de paharnicul Enache Papazol. În acea perioadă, pe teritoriul actual al comunei funcționau în aceeași plasă și comunele Drogu și Slobozia-Galbenu. Comuna Drogu avea în componență satele Drogu și Andreești, cu 938 de locuitori; aici funcționau o școală de băieți cu 32 de elevi fondată de locuitori în 1882 și o biserică ortodoxă zidită tot de locuitori în 1857. Comuna Slobozia-Galbenu era formată doar din satul de reședință (astăzi denumit Sătuc), cu 547 de locuitori, și avea o moară cu aburi, o școală și o biserică ortodoxă clădită de paharnicul Hristodor în 1837.
În 1925, cele trei comune făceau parte din plasa Orașul a aceluiași județ. Comuna Slobozia-Galbenu avea în componență și satul Robeasca, și avea în total 1011 locuitori.  Celelalte două comune aveau aceeași configurație și o populație de 1002 locuitori (Drogu) și respectiv 1027 de locuitori (Galbenu).
În 1950, comunele au fost incluse în raionul Făurei al regiunii Galați. Comuna Slobozia-Galbenu a fost desființată și împărțită între comunele Robeasca (satul Robeasca) și Galbenu (satul Sătuc). În 1968, comuna Drogu a fost și ea desființată și inclusă în comuna Galbenu, care a fost transferată la județul Brăila.

## Monumente istorice
Două obiective din comuna Galbenu sunt incluse în lista monumentelor istorice din județul Brăila, ca monumente de interes local. Unul este clasificat ca monument de for public: bustul lui Toma Tâmpeanu din curtea școlii generale din Galbenu; celălalt este clasificat ca monument memorial sau funerar, monumentul eroilor Primului Război Mondial, ridicat în fața primăriei din Galbenu în 1937.